# Lara Dickenmann
Lara Joy Dickenmann (født 27. november 1985) er en schweizisk fodboldspiller, der spiller for den tyske klub VfL Wolfsburg, efter at have spillet syv sæsoner med den franske klub Olympique Lyonnais.

## Hæder

### Klub
Zürich Frauen
- Nationalliga A: Vinder 2008–09

Lyon
- Division 1 Féminine: Vinder 2009–10, 2010–11, 2011–12, 2012–13, 2013–14, 2014–15
- Coupe de France Féminine: Vinder 2011–12, 2012–13, 2013–14, 2014–15
- UEFA Women's Champions League: Vinder 2010–11, 2011–12

VfL Wolfsburg
- Bundesliga: Vinder 2016-17
- DFB-Pokal: Vinder 2015-16, 2016-17